# Болница Брока
Болница Брока(фр. Hôpital Broca)  једна је од многобројних јавних здравствених установа Париза, специјализована за геријатрију, у систему Assistance publique - Hôpitaux de Paris.

## Положај
Болница Брока се налази на адреси 54-56 rue Pascal у 13. арондисману Париза.

## Историја
Након што је бивши самостан Couvent des Cordelières постао национална имовина током Француске револуције, његова зграде су продате 1796. кожари, која се нализла у индустријској зони у долини реке Бјев.
Прва болница на том месту датира из 1832. године, и била је уточишта за сирочад оболела од колере. Болница названа hôpital de Lourcine, по улици de Lourcine, свечано је отворена 28. јануара 1836. године.  Првобитно је функционисала као допуна болниици Hôpital du Midi (касније Болница Кошан) и била је намењена лечењу жена оболелим од венеричних болести.
Године 1883. под вођством Samuel Pozzi-ја, болница hôpital de Lourcine добила је ново име Болница Брока по  Полу Броку (1824-1880), познатом француском хирургу, антропологу и гинекологу.
Дана 30. јануара 1918. године болница је страдала у Првом светском рату током бомбардовања од стране немачких авијације.
Здања болнице које је током рат рушено, временом је све више пропадало, тако да је порушени и тиме створило место за изградњу садашње болнице Брока, која је свечано отворена 1972. године. У току изградње болнице пронађени су остаци готске трпезарије видљиви из улице de Julienne.
Септембра 1982, болница постаје у потпуности посвећена клиничкој геронтологији.

## Презентација установе
Болница Брока се бави комплетним спектром геријатријске неге, од мобилног геријатријског ттретмана до дуготрајне неге, свих геријатријских патологија. 
Истраживање спроведена у области  Алцхајмерове болести и савременој аутоматизацији геријатријских  домова сврставју ову установу међу три геријатријска центра у национални референтни центар. Заједно са болницом Кошан  (14. арондисман Париза) и болницом Отел Дју (Париз, 4. арондисман), болница Брока чини групу „Универзитетских болница Париз центар“ (фр. Hôpitaux universitaires Paris Centre).
- Старо и ново здање болнице Брока
- На темењима старе изграђена је нова болница
- Остаци старе болнице